# Alster-Mord

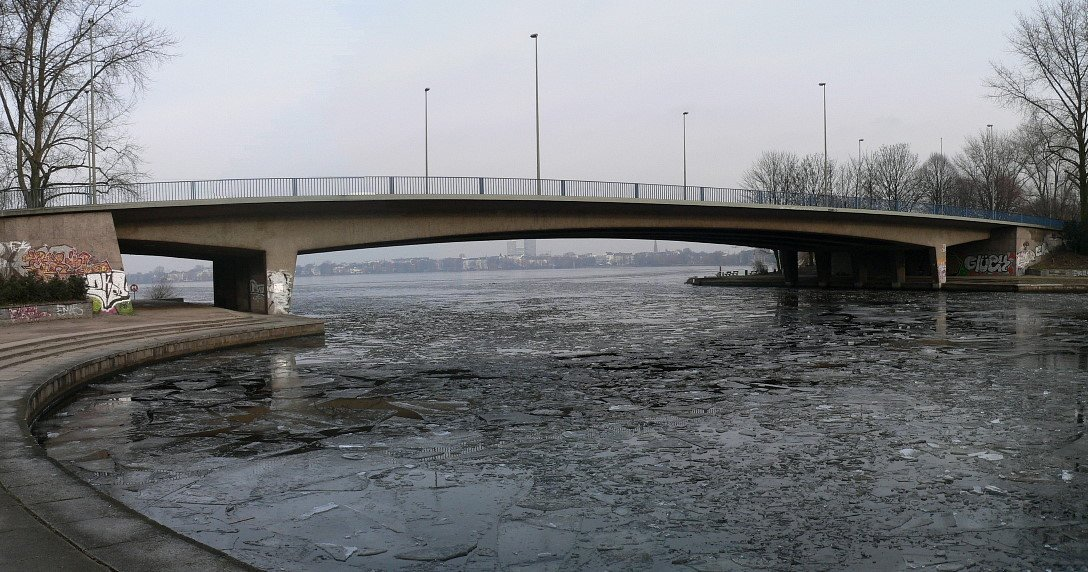
Kennedybrücke

Die Begriffe Alster-Mord oder Mord an der Alster stehen für die Ermordung des 16-jährigen Schülers Victor E. am 16. Oktober 2016 in Hamburg. Das Opfer wurde durch eine bisher unbekannte Person getötet, als es am Abend mit seiner Freundin am Ufer der Alster saß. Die 15-Jährige wurde in die Alster gestoßen, erlitt aber keinen bleibenden körperlichen Schaden. Die Terrororganisation Islamischer Staat (IS) bekannte sich zwei Wochen später zu dem Mord, die tatsächlichen Zusammenhänge sind jedoch noch unklar.

## Tathergang
Victor E. war am Tattag zusammen mit seiner Freundin zunächst in der Nähe des Steindamms unweit des Hamburger Hauptbahnhofs unterwegs. Von dort nahmen sie die U-Bahn zum Jungfernstieg und gingen über die Lombardsbrücke zum Tatort, dem Alsterufer unterhalb der Kennedybrücke. Gegen 22 Uhr griff ein Unbekannter Victor E. dort unvermittelt von hinten an und verletzte ihn mit mehreren Messerstichen schwer. Anschließend stieß der Unbekannte E.s Freundin in die Alster und flüchtete auf einem Wanderweg in Richtung der Straße Alsterufer. Die Freundin konnte sich selbst ans Ufer retten und alarmierte die Rettungskräfte. Victor E. wurde in ein Krankenhaus gebracht, wo er kurz darauf seinen Verletzungen erlag.

## Ermittlungen
Nach Polizeiangaben war der Täter zwischen 23 und 25 Jahre alt, 1,80 bis 1,90 Meter groß und von „südländischer Erscheinung“ mit kurzen, dunklen Haaren und Dreitagebart. Er trug einen braunen Pullover und blaue Jeans. Eine sofort eingeleitete Fahndung blieb erfolglos. Hinweise auf einen Streit zwischen Täter und Opfer oder kriminellen Hintergrund gebe es nicht. Das Opfer war nicht vorbestraft.
Ende Oktober verbreite Amaq, das dem IS als Sprachrohr dient, ein „Soldat des Islamischen Staats“ habe die beiden Jugendlichen am 16. Oktober angegriffen. Die Attacke sei „Reaktion auf die Aufrufe [...] Bürger der Koalitionsländer anzugreifen“, was sich mutmaßlich auf das internationale Bündnis gegen die Terrormiliz bezog. Die auf Arabisch und Englisch verbreitete Mitteilung ließ offen, ob die Opfer erstochen oder niedergestochen worden seien. Die Nachricht konnte zunächst nicht unabhängig verifiziert werden. 
Bundesanwaltschaft und Staatsschutz schalteten sich in die Ermittlungen ein, überließen die Zuständigkeit jedoch vorerst der Hamburger Mordkommission. Sicherheitskreise erklärten, man nehme die aktuellen Hinweise sehr ernst, ermittle aber auch in andere Richtungen. Es gebe Ungereimtheiten im IS-Bekenntnis und bisher keine konkreten Anhaltspunkte für einen IS-Hintergrund. So bekenne sich der IS gewöhnlich nicht erst nach zwei Wochen zu einem Anschlag. Fraglich sei auch, warum er fälschlicherweise von zwei niedergestochenen Menschen spreche. Verfassungsschutzpräsident Hans-Georg Maaßen erklärte, vom IS „ferngesteuerte“ Attentäter seien eine besondere Herausforderung für die Ermittler, da sie keine Sprengstoffgürtel oder Bomben bräuchten, sondern mit einfachen Mitteln arbeiteten.
Das IS-Bekenntnis sorgte weltweit für Schlagzeilen. 
Obwohl anfangs einige Terror-Experten aufgrund einzelner Aspekte eine IS-Täterschaft nicht ausschlossen, stellte die Polizei drei Wochen nach dem Verbrechen fest, dass sich für sie ein terroristischer Hintergrund weitgehend ausschließt.
Die Polizei teilte mit, der Täter habe sich bei dem Angriff möglicherweise selbst verletzt. Sie rief daraufhin Tausende Ärzte in Hamburg per E-Mail auf, Männer mit Schnittverletzungen an der Hand zu melden. Auf der Grundlage einer Zeugenaussage, die mit der Täterbeschreibung der Freundin von Victor E. übereinstimmte, wurde das Phantombild eines Verdächtigen erstellt, der sich etwa zur Tatzeit auf der Lombardsbrücke aufgehalten habe. Es sei nicht auszuschließen, dass der Täter bereits auf ihrem Weg zum Tatort auf die Opfer aufmerksam geworden sei.
Die Tatwaffe wurde auch bei einer polizeilichen Tauchaktion in der Alster nicht gefunden. Eine Rekonstruktion der Tat ergab, dass die Angaben der Freundin des Opfers plausibel waren. Eine Befragung des sozialen Umfelds des Opfers und seiner Freundin lieferte keine neuen Erkenntnisse über mögliche Täter und Motive. Auch eine Funkzellenabfrage von Handydaten und die Auswertung von Videomaterial aus Überwachungskameras ergaben keine Hinweise. Nach dem Terroranschlag auf den Berliner Weihnachtsmarkt im Dezember 2016 prüfte die Polizei, ob der Terrorist Anis Amri auch in diesem Fall der Täter sein könnte, verneinte dies jedoch später. Ein Zusammenhang zur Messerattacke in Hamburg am 28. Juli 2017 wird derzeit noch geprüft.

## Gedenken
Am 23. Oktober trafen Verwandte und Freunde zu einer Mahnwache am Tatort zusammen. Einige AfD-Mitglieder waren ebenfalls vor Ort und demonstrierten. Eine zweite größere Gruppe von ca. 70 Personen, darunter Antifa-Unterstützer, war zu einer Demonstration gegen die AfD-Kundgebung zusammengekommen.

## Rezeption
Anfang Februar 2017 hat der amtierende US-Präsident Donald Trump den Medien vorgeworfen, nicht ausreichend über islamistische Terroranschläge zu berichten. In einer Liste mit 78 Terroranschlägen wird auch der Mord an Victor E. erwähnt.
In der Sendung Aktenzeichen XY vom 4. Juli 2018 wurde der Fall noch einmal beleuchtet. 